# Hrabstwo Merced
Hrabstwo Merced (ang. Merced County) – hrabstwo w stanie Kalifornia w Stanach Zjednoczonych. Obszar całkowity hrabstwa obejmuje powierzchnię 1971,87 mil² (5107,12 km²). Według szacunków United States Census Bureau w roku 2009 miało 245 321 mieszkańców.
Hrabstwo powstało w 1855 roku. Na jego terenie znajdują się:
- miejscowości – Atwater, Dos Palos, Gustine, Livingston, Los Banos, Merced
- CDP – Ballico, Bear Creek, Cressey, Delhi, Dos Palos Y, El Nido, Franklin, Hilmar-Irwin, Le Grand, McSwain, Planada, Santa Nella, Snelling, South Dos Palos, Stevinson, Tuttle, Volta, Winton.